# Jean-Michel Blanquer
Jean-Michel Blanquer (Parigi, 4 dicembre 1964) è un politico francese, ministro dell'educazione nazionale dal 17 maggio 2017 al 20 maggio 2022 nel primo e secondo governo Philippe e nel governo Castex.

## Biografia
Jean-Michel Blanquer è nato il 4 dicembre 1964 nell'8º arrondissement di Parigi, del matrimonio di Roland Blanquer, avvocato, personalità della comunità pied-noir, e Anne-Marie Vendeuil, insegnante. È cresciuto a Parigi, dove la sua famiglia viveva in Boulevard Haussmann.

## Vita privata
È padre di quattro figli. I suoi primi tre figli sono nati dal suo primo matrimonio nel 1991 con Sophie de Puybaudet, dalla quale ha divorziato nel 2012. Dopo quattordici anni di relazione, si è sposato nel luglio 2018 in seconde nozze con la sua ex studentessa dell'Istituto di studi politici di Lille, Aurélia Devos, vice procuratore e caposezione presso la Corte Suprema di Parigi; la coppia si è separata nel 2020. Dal febbraio 2020 ha condiviso la vita con Anna Cabana, giornalista e saggista. Si sono sposati nel gennaio 2022.